# Chendiye, Karwar
Chendiye là một làng thuộc tehsil Karwar, huyện Uttara Kannada, bang Karnataka, Ấn Độ.